# Anoko ni 1000%
Az Anoko ni 1000% (あのこに1000%) japán sódzso mangasorozat, amelyet Kitagava Mijuki írt és illusztrált. Az ötkötetes manga első kötete 1989. április 26-án jelent meg az utolsó pedig 1990. március 26-án jelent meg a Flower Comics mangamagazinban. 2000-ben újra publikálta magazin két részben, illetve 2010-ben a Shogakukan adta ki. A manga cselekménye egy főiskolai szerelmes pár, Kavahara Azusza és Moriszaki Ikumi történetét meséli el. A mangából egy tízperces OVA is készült a Visual 80 stúdiójában. Bár a folytatás tervbe volt véve az OVA záróképsorai szerint, azóta azonban egy új rész sem készült. Az OVA adaptációban Azusza hangját Mizutani Júko, Ikumiét pedig Jamagucsi Kappei kölcsönözte.